# Punkinhed
PunkinHed – pierwsze i jedyne EP amerykańskiego rapera Boondoxa, wydane 1 maja 2007 nakładem Psychopathic Records.
Na płycie znalazły się cztery nowe utwory oraz remiksy utworów "They Pray with Snakes" i "Seven" z pierwszego albumu Boondoxa "The Harvest". "PunkinHed" dotarł na 27 miejsce "Najbardziej Niezależnych Albumów" magazynu "Billboard".

## Lista utworów
| # | Tytuł                                         | Czas |
| - | --------------------------------------------- | ---- |
| 1 | "Resurrection"                                | 0:52 |
| 2 | "PunkinHed"                                   | 3:31 |
| 3 | "Sleep Stalker"                               | 3:30 |
| 4 | "Southern Nights"                             | 3:36 |
| 5 | "Suffering"                                   | 4:57 |
| 6 | "They Pray with Snakes" (Mike E. Clark Remix) | 4:18 |
| 7 | "Seven" (DJ Clay Remix)                       | 3:59 |